# 钟人仿
钟人仿（1914年—1975年），江西省兴国县长冈乡人，中国人民解放军将领、中国人民解放军开国少将。
早年参加工农红军和长征。第二次国共内战期间，担任吉林军区副参谋长，东北军区独立第6师政治委员，警卫师政治委员。中华人民共和国成立后，任东北军区装甲兵副政治委员、政治委员，中国人民解放军装甲兵参谋长、副司令员。1955年，授予中国人民解放军少将。